# 奥斯卡·奥尔森
奥斯卡·奥尔森（挪威語：Oskar Olsen，1897年10月17日—1956年12月28日），挪威男子速度滑冰运动员。他曾代表挪威获得1924年冬季奥运会速度滑冰比赛男子500米银牌。他也参加了1928年冬季奥运会。